# Omar Abdel-Rahman
Omar Abdel-Rahman —en árabe: عمر عبد الرحمن‎, ‘Umar ‘Abd ar-Raḥman— (Dacalia, 3 de mayo de 1938-Butner, 18 de febrero de 2017), más conocido en Estados Unidos como "El jeque ciego", era un líder musulmán ciego egipcio que fue condenado a cadena perpetua y confinado en el Centro Médico Butner, que forma parte del Complejo Correccional Federal Butner en Butner (Carolina del Norte). Anteriormente residió en Nueva York. Abdel-Rahman y otras nueve personas fueron condenadas por conspiración sediciosa, que solo exige que se planifique un crimen, no necesariamente que se intente. Su acusación surgió de las investigaciones del atentado del World Trade Center de 1993.
Abdel-Rahman fue acusado de ser el líder de Al-Gama'a a el-Islamiyya, un movimiento fundamentalista islámico en Egipto considerado como organización terrorista por los gobiernos de los Estados Unidos y de Egipto. El grupo es responsable de numerosos actos de violencia, como la masacre de Luxor en noviembre de 1997, en la que murieron 58 turistas extranjeros y cuatro egipcios.

## Juventud
Abdel-Rahman nació en la ciudad de Al Gammaliyyah, Gobernación de Al-Daqahliyah, Egipto, en 1938. Perdió la vista a una edad temprana debido a una diabetes infantil. Estudió una versión en Braille del Corán cuando era un niño y desarrolló interés por las obras de los puristas islámicos Ibn Taymiyya y Sayyid Qutb. Después de graduarse en estudios coránicos en la Universidad Al-Azhar del El Cairo, el gobierno egipcio lo encarceló porque era un opositor al régimen. Abdel-Rahman se convirtió en uno de los clérigos musulmanes más prominentes y abiertos en la denuncia de la laicidad de Egipto.

## Familia
Omar tenía dos esposas que dieron a luz a 10 hijos: Aisha Hassan Gouda (7 hijos), y Aisha Zohdi (3 hijos). Entre sus hijos están Abdul·là, Ahmed, Mohàmmed Omar Abdel-Rahman y Assim Abdulrahman.

## Encarcelamiento en Egipto
Durante la década de 1970, Abdel-Rahman, desarrolló estrechos vínculos con dos de las organizaciones más activistas de Egipto, Yihad Islámica Egipcia y Al-Gama'a a el-Islamiyya ("El Grupo Islámico"). Durante la década de 1980, se había convertido en el líder de Al-Gama'a al-Islamiyya, a pesar de que todavía era venerado por los seguidores de la Yihad Islámica Egipcia, que en aquel momento estaba dirigida por Ayman al-Zawahirí, que después se converiría en líder de Al-Qaida. Abdel-Rahman estuvo tres años en las prisiones egipcias a la espera de juicio acusado de emitir una fatua supuestamente responsable del asesinato en 1981 del presidente egipcio Ànwar el-Sadat por parte de la Yihad Islámica Egipcia.

## Muyahidín afgano
A pesar de que Abdel-Rahman no fue declarado culpable de conspiración en el asesinato de Sadat, fue expulsado de Egipto después de su absolución. Se dirigió a Afganistán donde a mediados de la década de 1980 contactó con su antiguo profesor, Abdul·là Iússuf Azzam, cofundador del Maktab al-Khadamat (MAK) junto con Ossama bin Laden. Rahman construyó un estrecho lazo con Bin Laden durante la guerra afganosoviètica. En julio de 1990, Abdel-Rahman fue a Nueva York con un permiso de un año.

## Actividades en los Estados Unidos
Logró un visado de turista para visitar Estados Unidos a través del cónsul de la Embajada de los Estados Unidos en Jartum, Sudán a pesar de que su nombre estaba en la lista de terroristas del Departamento de Estado de los Estados Unidos. Rahman llegó a Estados Unidos en julio de 1990 vía Arabia Saudí, Peshawar y Sudán. El Departamento de Estado le revocó el visado de turista el 17 de noviembre. A pesar de ello en abril de 1991, obtuvo la tarjeta verde del servicio de inmigración de Newark (Nueva Jersey). Después de salir de EE. UU. para realizar un viaje al extranjero, trató regresar en agosto de 1991. En aquel momento, los funcionarios estadounidenses reconocieron que su nombre estaba incluido en la lista de observación y se inició el procedimiento para revocarle su estatus de residente permanente. El Gobierno de los EE. UU. le permitió entrar al país, puesto que tenía el derecho de apelar la decisión de revocar su estatus de residencia. Pero no apeló la decisión y el 6 de marzo de 1992, el Gobierno de EE. UU. revocó su tarjeta verde. A continuación pidió asilo político. Se celebró una audiencia sobre la cuestión el 20 de enero de 1993.

## Los esfuerzos para su liberación
En un discurso ante sus partidarios en la plaza Tahrir de El Cairo el 30 de junio de 2012, Mohamed Morsi mencionó brevemente su objetivo de trabajar para liberar a Omar Abdel-Rahman, condenado por el atentado contra el World Trade Center de 1993 en Nueva York, junto con otros egipcios arrestados durante la revolución. Un portavoz de la Hermandad justificó las declaraciones más tarde señalando que la extradición era por razones humanitarias y que Morsi no tenía intención de modificar la condena penal de Abdel Rahman.
El 18 de septiembre de 2012, el sitio web de opinión conservadora Breitbart.com informó que el gobierno del presidente egipcio Morsi estaba negociando con el Departamento de Estado de EE. UU. sobre la transferencia de Omar Abdel-Rahman de la custodia de los EE. UU. a la custodia egipcia.
Durante la Crisis de los rehenes en In Amenas en Mauritania se informó que los secuestradores habían planteado intercambiar rehenes norteamericanos en Argelia por la liberación de Omar Abdel-Rahman y Aafia Siddiqui. La portavoz del Departamento de Estado de los Estados Unidos Victoria Nulan declaró que Estados Unidos no negocia con terroristas.

## Legado
En 2005, los miembros del equipo legal de Rahman, incluyendo el abogado Lynne Stewart, fueron declarados culpables de facilitar la comunicación entre el jeque encarcelado y miembros de la organización terrorista Al-Gama'a al-Islamiyya en Egipto. Fueron condenados a largas penas de prisión federal, basándose en la violación de su obligación de mantener al Jeque en régimen de incomunicación, mientras le proporcionaba un abogado.
El 18 de febrero de 2017 el Departamento de Justicia de Estados Unidos anunció su muerte de "causas naturales" a la edad de 78 años en una prisión de Carolina del Norte.